# 川口市立十二月田中学校
川口市立十二月田中学校（かわぐちしりつ しわすだちゅうがっこう）は、埼玉県川口市朝日一丁目に所在する公立中学校。通称は「十中」（じゅっちゅう）。

## 沿革
- 1955年（昭和30年） - 川口市立元郷中学校の十二月田分教場が独立して川口市立十二月田中学校として開校。
- 1957年（昭和32年） - 校門設立。
- 1961年（昭和36年） - 校旗制定。
- 1963年（昭和38年） - 校歌制定。
- 1966年（昭和41年） - 給食室新設。
- 1990年（平成2年） - コンピュータ室設置。
- 1997年（平成9年） - エアコンを校長室、職員室、事務室に設置。
- 2001年（平成13年） - 国際宇宙ステーションを利用した宇宙授業の実施。
- 2002年（平成14年） - 2階オープンスペース設置。
- 2006年（平成18年） - 「素敵な宇宙船地球号」にボランティアで参加。

## 教育目標

### 校訓　自主・勤勉・責任
- 自主 - 自ら進んで行う生徒
- 勤勉 - 勉強や諸活動に一心に励む生徒
- 責任 - 最後までやり遂げ実践する生徒

### 学校教育目標
心豊かにたくましく生きる生徒　～輝く笑顔　光る汗～

### 目指す生徒像
- 自主的に学ぶ生徒(確かな学び)
- 他の人を思いやれる生徒(あたたかい心)
- 心身の健康に努める生徒(健やかな体)

#### 輝く十中の誇り
- （知）真剣に学ぶ学校・読書に親しむ学校
- （徳）あいさつができる学校・きれいな学校
- （体）身体を鍛える学校・健康活動ができる学校

### 経営方針
公教育の使命と責任を自覚し、全職員の総力を結集し、魅力ある学校づくりに努める。
- 鍛える - 基礎・基本の確実な定着を図るとともに、個性を伸ばし、 生きる力をはぐくむ教育を推進する。
- 高める - 専門職として絶えず課題意識をもって研修を深め、教師としての力量を高める。
- 導く - 生徒一人一人との絆を深め、愛情と信頼に立った生徒指導を推進する。
- 整える - 教育環境の整備充実を推進するとともに、服務の厳正を期し学校事故の防止に努める。
- 開く - 学校としての説明責任を果たし、家庭や地域社会との連携を深め　、開かれた学校づくりを推進する。

## 部活動

### 運動部
- 野球部
- 男子ハンドボール部
- 女子ハンドボール部
- 女子バレーボール部
- 男子卓球部
- 女子卓球部
- 陸上部
- 剣道部
- 柔道部
- ソフトボール部
- 男子バスケットボール部
- 女子バスケットボール部
- 水泳部
- サッカー部

### 文化部
- 吹奏楽部
- 美術部
- 総合文化部
- 科学部
- コンピュータ部
- 書道部

## 交通
- JR川口駅東口より国際興業バス・東武バスセントラル

川13峯八幡宮・川13-2西沼・川22大竹･原・安行支所経由安行出羽・川25新郷支所･横道経由安行出羽
川22-2大竹経由原・川80十二月田中学校・川10大竹･原・安行支所・戸塚安行駅経由新栄団地
川11横道・花栗経由草加駅西口・川12新堀･氷川町経由草加駅西口
- 東武伊勢崎線草加駅西口より(国際興業バス･東武バスセントラル)

川11花栗･横道･西沼経由川口駅東口・川12氷川町･新堀経由川口駅東口
十二月田中学校下車
- 埼玉高速鉄道川口元郷駅下車徒歩10分